# Arado Ar 67
El Arado Ar 67 era un caza biplano monoplaza, propuesto como sucesor del caza Ar 65.

## Historia
Tras el inicio de la producción en serie del avión de caza Arado Ar 65 por la firma Arado Flugzeugwerke y su entrada en servicio, se apreció que el motor del avión (BMW VI 7.3z ) no rendía la suficiente potencia. Por ello, el ingeniero jefe de la fábrica, Walter Blume, comenzó a trabajar en nuevos aviones de combate, designados Ar 67 y Ar 68.
El prototipo del avión Ar 67 cuya construcción se completó en el otoño de 1933, que al igual que sus predecesores, era de construcción mixta y como ellos iba a estar armado con dos ametralladoras cal. 7,92 mm, estaba propulsado por un motor Rolls-Royce Kestrel VI importado, con una potencia de 640 hp a unos 4300 m y, que permitía una velocidad máxima de 340 km/h. Fue volado durante los últimos meses de 1933 y sometido a una serie de pruebas, durante las cuales se apreció que tenía mejor rendimiento en sus prestaciones en cotas altas que su predecesor el Ar 65, pero, era significativamente inferior a él en altitudes bajas. Por lo tanto, se abandonó el desarrollo de este diseño y la empresa se centró en trabajar en favor del similar Arado Ar 68, que sería el último biplano de caza utilizado por la Luftwaffe en una contienda, - la Guerra Civil Española - por lo que sólo se construyó un prototipo que se utilizó únicamente para realizar pruebas.

## Diseño
El Arado Ar 67 era un biplano de construcción mixta, cabina abierta de un solo asiento con tren de aterrizaje clásico fijo carenado y patín de cola. El fuselaje de sección ovalada estaba construido a base de tubos de acero y revestido con planchas metálicas en la proa; las alas arriostradas por montantes en forma de M invertida y de una sola sección estaban construidas en madera revestidas de madera terciada y lona impermeable y equipadas con alerones en ambos lóbulos. La característica deriva que por primera vez aparece en este modelo se utilizará casi sin excepción en los posteriores monomotores de la firma Arado. El armamento previsto constaría de dos ametralladoras MG 17 de 7,92 mm de tiro frontal con 500 disparos por arma, aunque no se instalaron en el prototipo. 

## Especificaciones técnicas
Referencia datos: Green, William; Swanborough, Gordon. The Complete Book of Fighters 

### Características generales
- Tripulación: 1
- Longitud: 7,9 m
- Envergadura: 9,68 m
- Altura: 3,1 m
- Superficie alar: 25,06 m²
- Peso vacío: 1270 kg
- Peso cargado: 1660 kg
- Planta motriz: Lineal V12 Rolls-Royce Kestrel VI.
  - Potencia: 391 kW (539 HP; 532 CV) * 447,4 kW (600 hp) a 3352 m (10997 pies)
 *477,2 kW (640 hp) a 4267 m (13999 pies) cada uno.
- Hélices: Bipala

### Rendimiento
- Velocidad nunca excedida (Vne): 340 km/h
- Velocidad máxima operativa (Vno): 295 km/h
- Techo de vuelo: 93009 m
- Régimen de ascenso: 8,0 m/seg / 1000 m (3281 pies) en 2,1 min
5000 m (16404 pies) en 9,5 min

### Armamento
- Ametralladoras: (propuesto) 2× MG 17 cal. 7,92 mm